# Basilica Porcia
De Basilica Porcia was een basilica op het Forum Romanum in het oude Rome.
Het was de eerste basilica van de stad, gebouwd door Marcus Porcius Cato toen hij in 184 v.Chr. censor was. De Romeinse senaat was tegen de bouw, maar de reden waarom is onduidelijk. In de senaat woedde destijds een machtsstrijd tussen Cato enerzijds en de clan van Scipio Africanus aan de andere kant. Cato kocht een stukje grond direct naast de Curia Hostilia, waar vier winkels en twee particuliere huizen stonden, die voor de bouw van de basilica werden afgebroken. Gezien de beschikbare ruimte kan het gebouw niet erg groot zijn geweest.
In de Basilica Porcia werden rechtszaken gehouden en het gebouw werd gebruikt als kantoor voor de volkstribunen. In 52 v.Chr. werd de beruchte bendeleider, maar bij het gewone volk populaire, Publius Clodius Pulcher vermoord. Een woeste menigte probeerde zijn lichaam te cremeren op een grote brandstapel die voor de curia was neergezet. Hierbij ging de curia in vlammen op en werd ook de naastgelegen Basilica Porcia geheel verwoest. De basilica werd niet meer herbouwd.